# Найба (село)
Найба (эвен. Ня̄йба якут. Хара Уулаах) — село в Булунском улусе Якутии России.
Административный центр и единственный населённый пункт сельского поселения Хара-Улахский национальный наслег. Население 473 чел. (2021) .

## География
Село расположено за Северным полярным кругом, на побережье Хара-Улахской бухты в море Лаптевых, в устье реки Няйба. Находится в 165 км к юго-востоку от посёлка Тикси, административного центра Булунского улуса.

## История
- 1927 г.-Выборы совета.
- 1928 г.-В местности «Куобах» открыта первая двухклассная начальная школа.
- 1929 г.-Создан первый Союз батраков.
- 1930 г.-Организовано товарищество «Кыhыл Түгэһиир». Открыта изба-читальня «Сугулаан».
- 1936 г.-Открыт медпункт.
- 1940 г.-Образован колхоз им. Ворошилова.
- 1952 г.-Открыта больница.
- 1953 г.-Подключено радио.
- 1955 г.-Построена электростанция.
- 1961 г.-Образован совхоз «Приморский».
- 1971 г.-Совхоз преобразован в ОПХ.
- 1978 г.-Введена автоматическая телефонная станция. Введена станция «Орбита».
- 1981 г.-8 летняя школа преобразована в среднюю.
- 2004 г. — Согласно Закону Республики Саха (Якутия) от 30 ноября 2004 года N 173-З N 353-III[4] село возглавило образованное муниципальное образование Хара-Улахский национальный наслег.

## Население
В 2010 году в селе проживало 522 человека (в 2002 году — 500 человек).
| 2002 | 2010 | 2012 | 2013 | 2014 | 2015 | 2016 |
| ---- | ---- | ---- | ---- | ---- | ---- | ---- |
| 500  | ↗522 | ↘516 | ↘506 | ↘498 | ↘490 | ↘479 |
| 2017 | 2018 | 2019 | 2020 | 2021 |      |      |
| ↘476 | ↘469 | →469 | ↗471 | ↗473 |      |      |

## Экономика и культура
Основу экономики составляют оленеводство, рыболовство и охотничий промысел.
В селе действуют две котельные, АТС. Электроэнергией обеспечивается дизельной электростанцией Булунского филиала ОАО «Сахаэнерго». В наслеге действуют также общеобразовательная школа, мастерская школы, Муниципальное дошкольное образовательное учреждение "Детский сад комбинированного вида «Тугутчаан», культурный центр «Маранга», участковая больница.